# Фаусто Пінто
Фаусто Мануель Пінто Рохас (ісп. Fausto Pinto; нар.  8 серпня 1983, Кульякан, Мексика) — мексиканський футболіст, лівий захисник клубу «Дорадос де Сіналоа» і збірної Мексики.

## Клубна кар'єра
Фаусто є випускником футбольної академії «Пачуки». Пінто дебютував в основному складі команди у 2001 році. У тому ж році він став чемпіоном Мексики, хоча майже не брав участі в іграх основний склад. В сезоні 2006 і 2007 років Фаусто знову виграв чемпіонат, вже будучи основним захисником клубу. Також він став двічі переможцем Ліги чемпіонів КОНКАКАФ і володарем Південноамериканського кубка у 2006 році. У складі «Пачуки» Пінто провів більше 200 матчів у всіх турнірах, але голів так і не забив.
У сезоні 2008/09 Фаусто перейшов в «Крус Асуль». 9 березня 2009 року в матчі проти «Сантос Лагуна», Пінто дебютував за новий клуб. 29 листопада в поєдинку проти «Пуебли», захисник забив свій перший гол у мексиканській Прімері. Також на правах оренди здавався у клуби «Толука» та «Лобос БУАП».
2017 року перейшов у клуб «Дорадос де Сіналоа».

## Міжнародна кар'єра
27 червня 2007 року в матчі Кубка Америки проти збірної Бразилії, Пінто дебютував за збірну Мексики. На турнірі він взяв участь також у поєдинках проти команд Еквадору, Парагваю, Аргентини та Уругваю і допоміг збірній Мексики завоювати бронзові медалі першості.
У 2009 році у складі національної команди Фаусто став володарем Золотого Кубка КОНКАКАФ в США. На турнірі він взяв участь у чотирьох матчах проти збірних Нікарагуа, Гваделупи, Панами, Коста-Рики, Гаїті і господарів змагань США.

## Досягнення
Клубні
 «Пачука»
- Чемпіон Мексики: Верано 2001, Клаусура,2006, Клаусура 2007
- Переможець Ліга чемпіонів КОНКАКАФ: 2007, 2008
- Володар Південноамериканського кубка: 2006

 «Крус Асуль»
- Переможець Ліги чемпіонів КОНКАКАФ: 2013/14

Міжнародні
 Мексика
- Володар Золотого кубка КОНКАКАФ: 2009
- Срібний призер Золотий Кубок КОНКАКАФ: 2007
- Бронзовий призер Кубка Америки: 2007